# Shi Zhao Huang
Shi Zhao Huang (Canton, 30 novembre 1973) è un pilota motociclistico cinese, primo pilota della sua nazione a prendere parte ad una gara nel Motomondiale.

## Carriera
Inizia la sua carriera nel 2000 nelle gare nazionali per moto di piccola cilindrata (125GP e 150cm³ derivate dalla serie), per poi passare, nel 2003, al campionato nazionale 250GP.
Per quanto riguarda le sue apparizioni nelle gare del motomondiale, ha accumulato 3 presenze in anni diversi, sempre nella classe 250 e in sella ad una Yamaha, senza riuscire a conquistare punti nella classifica generale pur essendo sempre arrivato al traguardo.
Il debutto è avvenuto in occasione del Gran Premio motociclistico della Malesia 2003 e le successive partecipazioni, come wild card, sono state in occasione dei Gran Premio motociclistico di Cina, edizioni del 2005 e 2006.
Dal 2008 è impegnato nel campionato nazionale per moto di 600 cm³ derivate dalla serie. Nel 2010 è stato il vincitore (a bordo di una Yamaha R6) del titolo nazionale Supersport 600, massima categoria del campionato motociclistico cinese dell'epoca, precedendo il compagno di squadra Jin Xiao.

## Risultati nel motomondiale
| 2003 | Classe | Moto   |  |  |  |  |  |  |  |  |  |  |  |  |  |    |  |  |  |  | Punti | Pos. |
| ---- | ------ | ------ |  |  |  |  |  |  |  |  |  |  |  |  |  | -- |  |  |  |  | ----- | ---- |
| 2003 | 250    | Yamaha |  |  |  |  |  |  |  |  |  |  |  |  |  | 19 |  |  |  |  | 0     |      |

| 2005 | Classe | Moto   |  |  |    |  |  |  |  |    |  |  |  |  |  |  |  |  |  |  | Punti | Pos. |
| ---- | ------ | ------ |  |  | -- |  |  |  |  | -- |  |  |  |  |  |  |  |  |  |  | ----- | ---- |
| 2005 | 250    | Yamaha |  |  | 21 |  |  |  |  | NE |  |  |  |  |  |  |  |  |  |  | 0     |      |

| 2006 | Classe | Moto   |  |  |  |    |  |  |  |  |  |  |    |  |  |  |  |  |  |  | Punti | Pos. |
| ---- | ------ | ------ |  |  |  | -- |  |  |  |  |  |  | -- |  |  |  |  |  |  |  | ----- | ---- |
| 2006 | 250    | Yamaha |  |  |  | 20 |  |  |  |  |  |  | NE |  |  |  |  |  |  |  | 0     |      |

| 2007 | Classe | Moto   |  |  |  |    |  |  |  |  |  |  |    |  |  |  |  |  |  |  | Punti | Pos. |
| ---- | ------ | ------ |  |  |  | -- |  |  |  |  |  |  | -- |  |  |  |  |  |  |  | ----- | ---- |
| 2007 | 250    | Yamaha |  |  |  | NP |  |  |  |  |  |  | NE |  |  |  |  |  |  |  | 0     |      |

| Legenda | 1º posto        | 2º posto            | 3º posto            | A punti      | Senza punti        | Grassetto – Pole position Corsivo – Giro più veloce |
| Legenda | Gara non valida | Non qual./Non part. | Ritirato/Non class. | Squalificato | '-' Dato non disp. | Grassetto – Pole position Corsivo – Giro più veloce |